# مطران

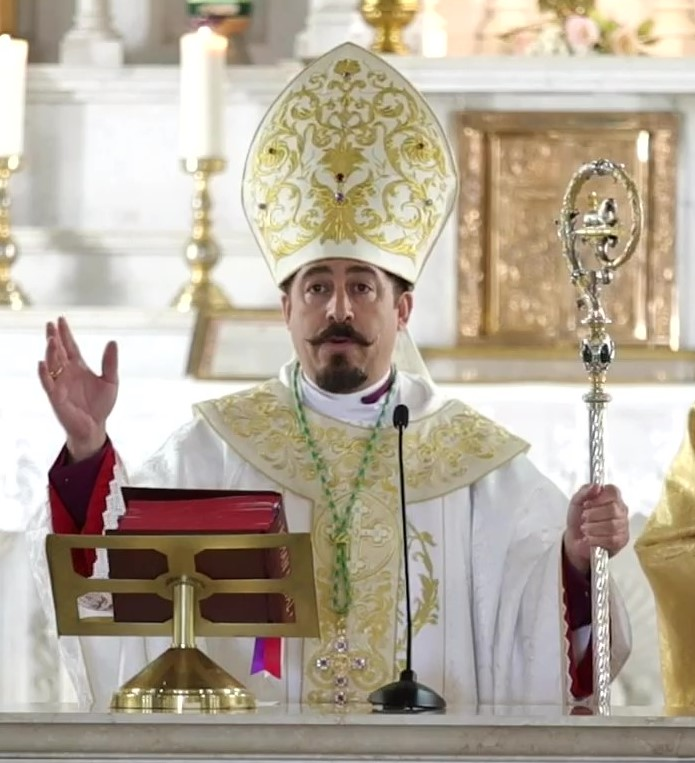
مطران یا اسقف اعظم عالیجناب ادیک بارونی

در کلیساهای مسیحی به اسقف اعظم یک کلان‌شهر مَطران (به انگلیسی: Metropolitan bishop) گفته می‌شود.
در اصل، این اصطلاح به اسقف شهر اصلی یکی از استان‌های تاریخی روم باستان گفته می‌شد که شورای نخست نیقیه (۳۲۵ پس از میلاد) اقتدار او را در رابطه با دیگر اسقف‌های استان به رسمیت شناخته بود.
مطران از حقوق خاصی بر سایر اسقف‌های استان برخوردار بود که بعدها اسقف‌یار نامیده شدند.
در لغت‌نامه دهخدا آمده است که مطران «سرکردهٔ نصاری و سرگروه و مهتر آنان است و گویند مطران اکثر زنجیر بر اندام خود پیچیده دارد... و آن مادون بطرک (پاتریارک) و مافوق اسقف است.... منصبی از مناصب ترسایان در بلاد اسلام، اول بطریق است و پس از آن جاثلیق و پس مطران و پس اسقف و پس قسیس و پس شَمّاس .... مرتبت دین مسیحیان و مقام او در خراسان به مرو از جانب جاثلیق بوده‌است.»
فردوسی در شاهنامه می‌گوید: 
چو زنار قسیس شد سوخته
چلیپای مطران برافروخته.
و نیز می‌گوید:
«نشستنگه سوگواران بدی
بدو در سکوبا و مطران بدی.
فردوسی.
سعدی نیز در بوستان می‌گوید: 
پس پرده مطرانی آذرپرست
مجاور سر ریسمانی به دست.